# 1226
- Wikisource

| Calendário gregoriano                                                        | 1226 MCCXXVI                                         |
| Ab urbe condita                                                              | 1979                                                 |
| Calendário arménio                                                           | 675 – 676                                            |
| Calendário bahá'í                                                            | -618 – -617                                          |
| Calendário budista                                                           | 1770                                                 |
| Calendário chinês                                                            | 3922 – 3923 Início a 30 de janeiro (aproximadamente) |
| Calendário copta                                                             | 942 – 943                                            |
| Calendário etíope                                                            | 1218 – 1219                                          |
| Calendários hindus - Vikram Samvat - Calendário nacional indiano - Cáli Iuga | 1281 – 1282 1147 – 1148 4326 – 4327                  |
| Calendário Holoceno                                                          | 11226                                                |
| Calendário islâmico                                                          | 623 – 624                                            |
| Calendário judaico                                                           | 4986 – 4987                                          |
| Calendário persa                                                             | 604 – 605                                            |
| Calendário rúnico                                                            | 1476                                                 |
| Calendário solar tailandês                                                   | 1769                                                 |

1226 (MCCXXVI, na numeração romana) foi um ano comum do século XIII do Calendário Juliano, da Era de Cristo, e a sua letra dominical foi D (53 semanas), teve início a uma quinta-feira e terminou também a uma quinta-feira.
No reino de Portugal estava em vigor a Era de César que já contava 1264 anos.

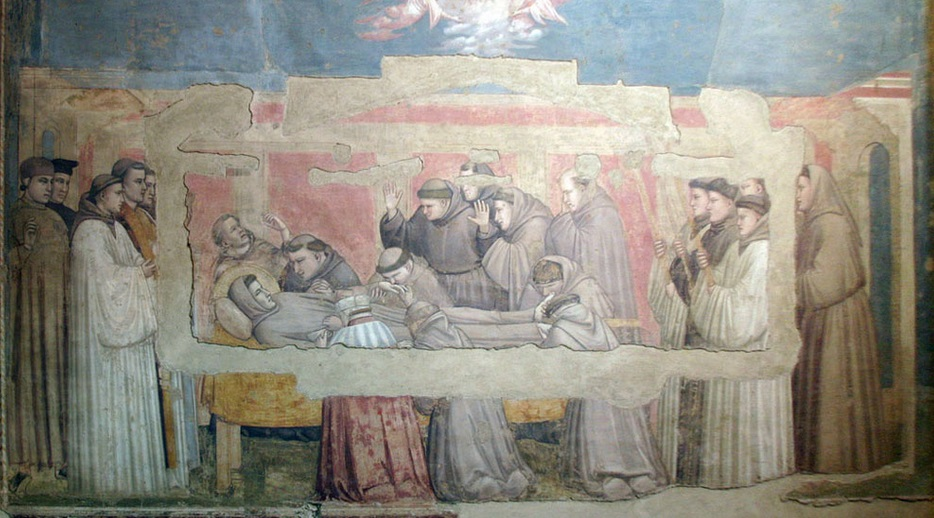
Luto pela morte de Francisco de Assis. Fresco de Giotto na Capela Bardi, Basílica de Santa Cruz em Florença, Itália.

| Ano completo                        |
| ----------------------------------- |
| Ano comum com início à quinta-feira |

## Eventos
- D. Sancho II, aproveitando as guerras de Afonso IX de Leão contra os muçulmanos, tenta conquistar Elvas sem êxito.

## Nascimentos
- 21 de Junho - Boleslau V, foi Grão-Duque da Polónia, m. 1279.

## Mortes
- 3 de Outubro - São Francisco de Assis (n. 1181).
- 8 de Novembro - Rei Luís VIII de França (n. 1187).